# Simon Roberts
Simon Roberts, född 27 september 1962, är en brittisk ingenjör som var senast stallchef för det brittiska Formel 1-stallet Williams F1.
Han avlade en kandidatexamen i maskinteknik vid University of Manchester i slutet av 1980-talet. Efter studierna började han arbeta för dieselmotorstillverkaren Perkins Engines och fick senare skede chefsansvar för företagets ingenjörs- och tillverkningsavdelningar. Senare flyttade Roberts över till BMW och dess dåvarande dotterbolag Rover för att ha liknande arbetsuppgifter. År 2000 fick han en anställning som COO för det franska transportföretaget Alstom, året efter blev han högste chef för deras industriella avdelning. 2003 började han arbeta inom Formel 1 när McLaren utsåg honom till att vara COO för F1-stallet, en position han hade fram till 2020 dock var han uthyrd ett år till konkurrenten Force India under 2009 års F1-säsong. I juni 2020 blev Roberts utsedd som VD för Williams F1-stall. Två månader senare meddelades det att Williams hade blivit sålt till det amerikanska riskkapitalbolaget Dorilton Capital. Både stallchefen Frank Williams och ställföreträdande stallchefen Claire Williams lämnade sina positioner omgående, Roberts blev utsedd till att efterträda dem temporärt. I december meddelades det att tysken Jost Capito skulle ta över VD-rollen från Roberts i februari 2021 medan Roberts fortsatte som ordinarie stallchef. Den 9 juni meddelades det att Roberts hade blivit ersatt av Capito som stallchef.